# Debrecen
Debrecen  (in tedesco Debrezin, in romeno Debrețin, in slovacco Debrecín) è una città di rilevanza comitale ungherese. Con 202 402 abitanti è per grandezza la seconda città dell'Ungheria, dopo Budapest che è la capitale.

## Geografia fisica
La città si trova nell'est del paese, a 35 km dal confine con la Romania. È sede del governo della contea di Hajdú-Bihar.

## Storia
Gli abitanti di Debrecen si denominano ancora oggi con il termine medioevale di Civis (cittadino).
Durante la seconda guerra mondiale la città ha subito enormi danni, per cui dai bombardamenti dell'agosto 1944 la metà degli edifici è stata distrutta. Dalla fine dell'anno cominciò la ricostruzione e fu la sede del Governo Nazionale Provvisorio per 100 giorni.

## Infrastrutture e trasporti
La città è servita dall'arteria autostradale M35, diramazione della M3 Budapest-Nyíregyháza e dalla ferrovia internazionale che collega Budapest con Leopoli e Kiev, in Ucraina.
Possiede un piccolo aeroporto di proprietà di un fondo d'investimento cinese (collegamento diretto con Londra, Parigi, Milano, Roma, Bergamo, Vienna, Malmö con la compagnia Wizz Air) ed una rete tranviaria urbana piuttosto sviluppata.

## Eventi
L'evento più scenografico è il Virágkarnevál (carnevale dei fiori) che si tiene il 20 agosto.
Si tratta di una sfilata di carri fatto solo di fiori che sfilano lungo tutta la città, accompagnato da orchestre, majorette e vari artisti chiamati da tutta Europa. La serata si conclude con i fuochi d'artificio.

## Sport
La principale squadra calcistica cittadina è il Debrecen, militante nella massima serie del campionato ungherese e di scena al Nagyerdei Stadion.
La città ha ospitato i campionati europei di nuoto 2012.

## Amministrazione

### Gemellaggi
- Brno
- Cattolica
- Jyväskylä
- Klaipėda
- Lublino
- New Brunswick
- Oradea, dal 1992[2]

- Paderborn
- Rishon LeZion
- Setúbal
- San Pietroburgo
- Šumen

## Galleria d'immagini

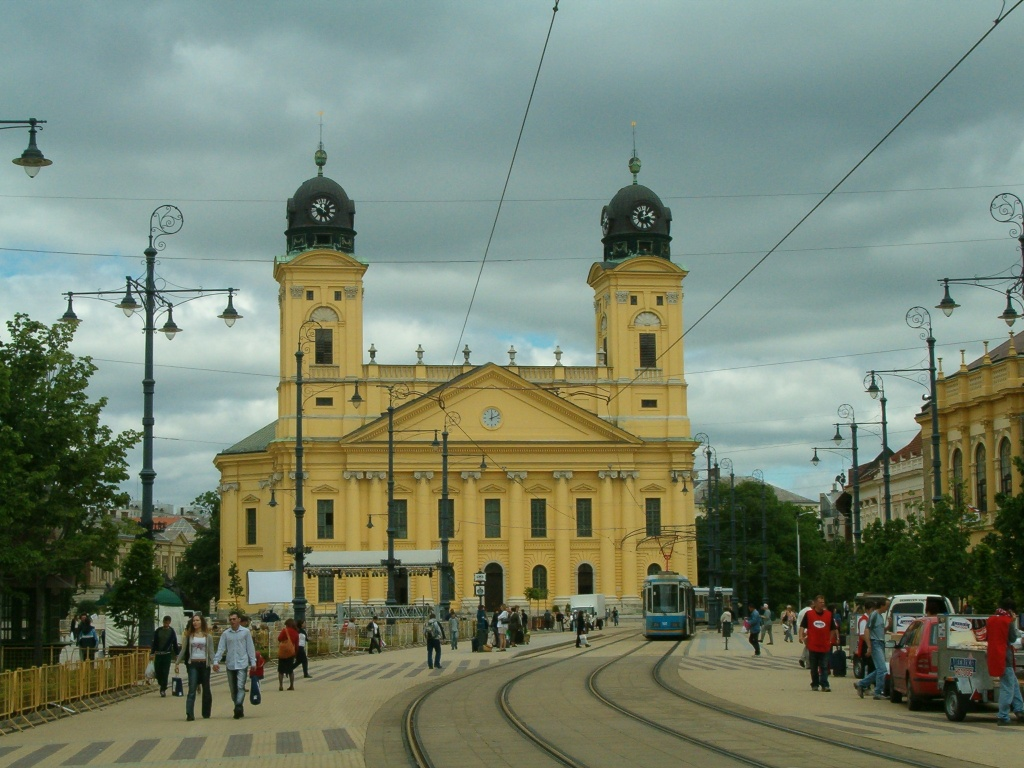
Chiesa riformata nel centro di Debrecen
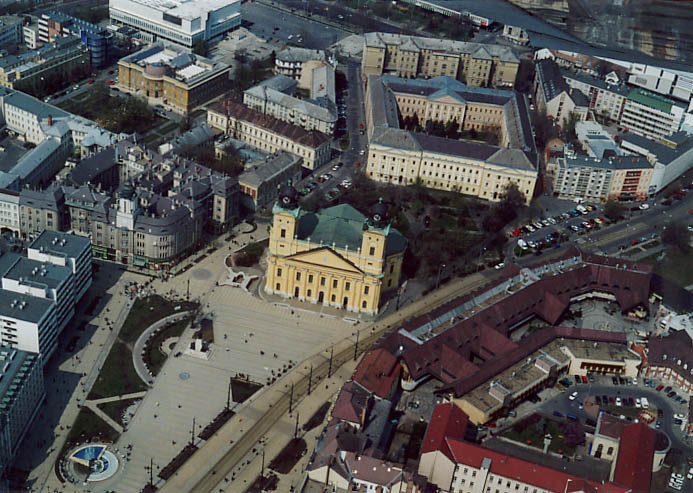
Panorama del centro
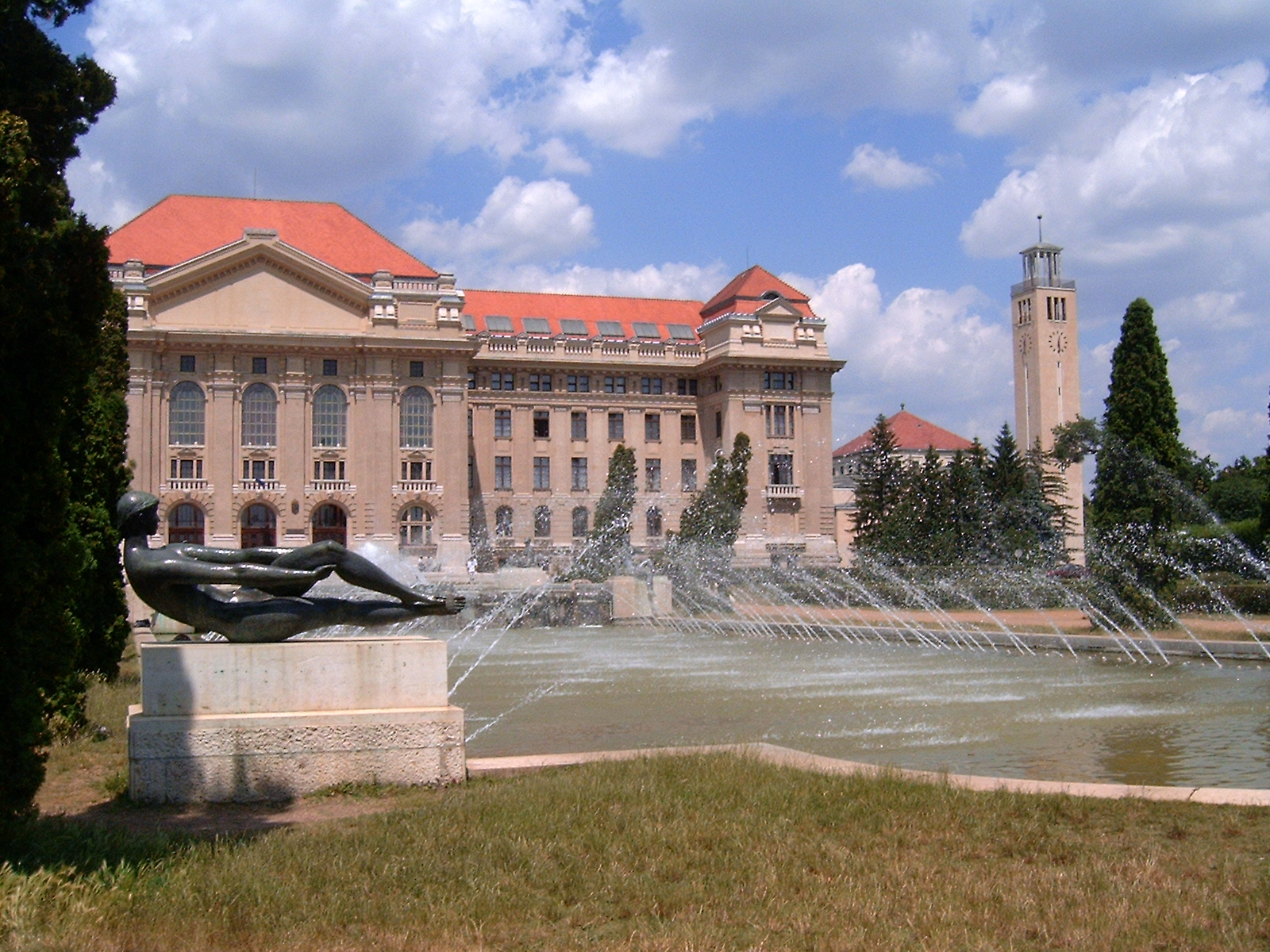
Edificio principale dell'università di Debrecen
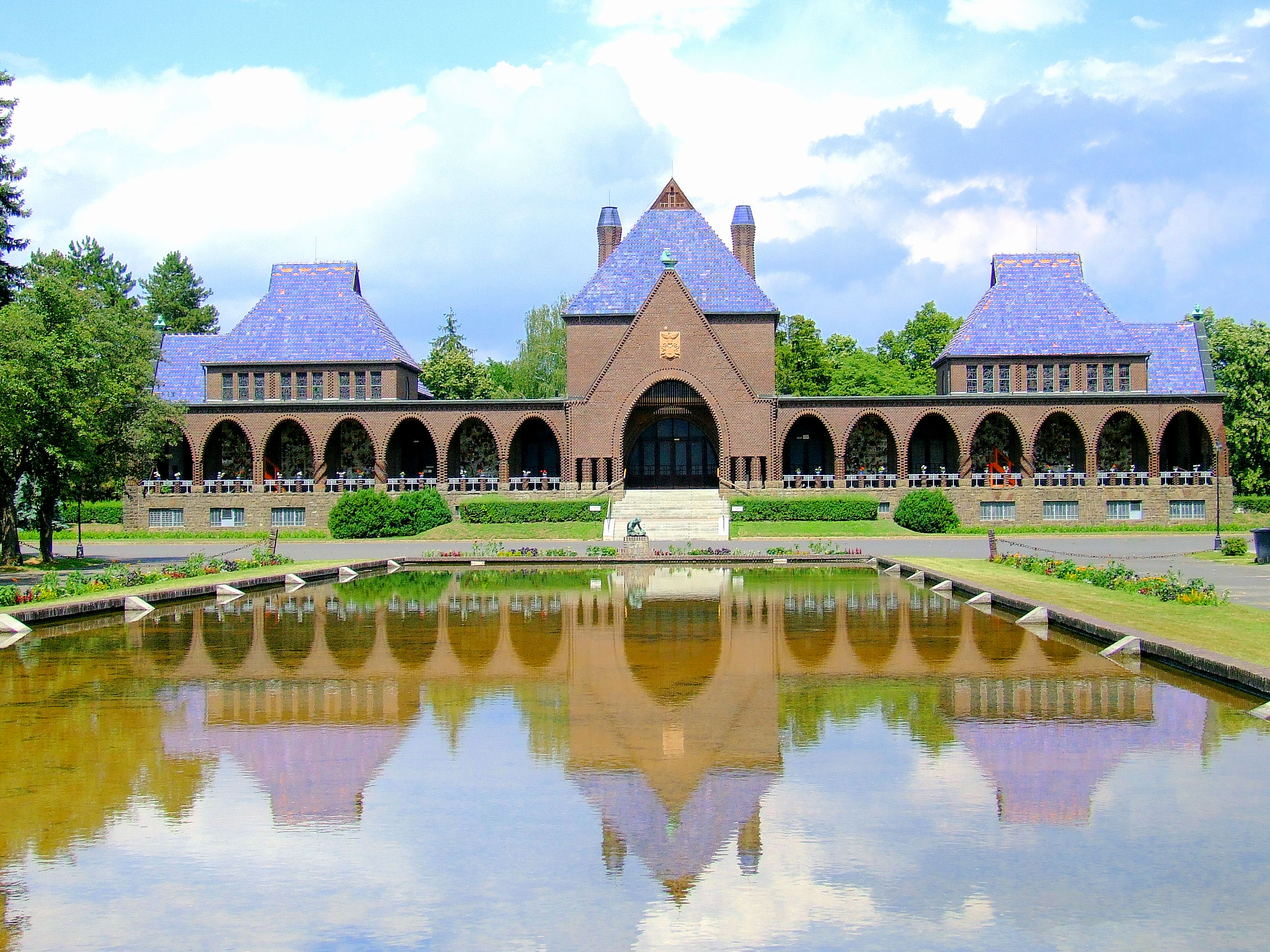
Crematorio